# Массар, Люсьен
Люсьен Массар (фр. Lucien Massart ; 22 августа 1908, Линт — 5 сентября 1988) — бельгийский учёный, биолог, профессор факультета естественных наук Государственного университета в Генте, доктор химических наук, специалист в области животноводства и биохимии растений, в частности, энзимологии. Ректор Антверпенского университета (1965).
Создатель биохимической школы Бельгии. Лауреат премии Франки в области биологических или медицинских наук (1957 год), премии им. Лео Эррера (1941).
В 1951 году вместе с Эдуардом Бигвудом, Жаном Браше, Кристианом де Дюве, Марселем Флоркиным, Полом Путцейсом и другими был одним из основателей Бельгийского общества биохимии и молекулярной биологии.

## Краткая биография
- Кандидат Национального фонда научных исследований (1932—1934);
- Сотрудник Национального фонда научных исследований (1939—1941);
- Преподаватель Государственного университета в Генте (1941—1948);
- Профессор Гентского университета (1948);
- Вице-председатель Совета директоров университета (1957);
- Президент Национального совета по научной политике Бельгии (1959—1965);
- Член Совета директоров Национального фонда научных исследований Бельгии (1960—1964);
- Полный профессор, ректор Антверпенского университета (1965);
- Член Комиссии по высшему образованию и фундаментальным исследованиям Национального совета по научной политике Бельгии (1966).